# They're Only Chasing Safety
They're Only Chasing Safety è il quarto album degli Underoath, pubblicato nel 2004 dalla Solid State Records.

## Il disco
Questo disco segna una svolta nel sound della band che abbandona la miscela di death metal, hardcore, melodiae elettronica che li ha contraddistinti finora per passare all'emocore. Scelta ineccepibile, da un punto di vista di merchandising, considerato che They're Only Cashing Safety ha venduto più del suo predecessore The Changing Of Times solo nella prima settimana.
Questo disco ha fatto sollevare molte critiche nei confronti della band da parte dei fan di vecchia data ma, in compenso, le ha procurato una nuova sfilza di supporters. È però innegabile un'immensa involuzione sotto il livello non tanto qualitativo ma soprattutto in termini di personalità, di cattiveria e di fantasia.

## Tracce
1. Young and Aspiring  – 3:04
2. A Boy Brushed Red… Living in Black and White  – 4:28
3. The Impact of Reason  – 3:23
4. Reinventing Your Exit  – 4:22
5. The Blue Note  – 0:51
6. It's Dangerous Business Walking out Your Front Door  – 3:58
7. Down, Set, Go  – 3:44
8. I Don't Feel very Receptive Today  – 3:42
9. I'm Content with Losing  – 3:55
10. Some Will Seek Forgiveness, Others Escape  – 4:23
11. I've Got 10 Friends and a Crowbar That Says You Ain't Gonna Do Jack  – 5:061
12. The 80's Song  – 3:591
13. You're So Intricate  – 3:541
14. SmicTague  – 3:291

1 Solo nell'edizione speciale

## Formazione
- Spencer Chamberlain - voce
- Aaron Gillespie - batteria, voce
- Timothy McTague - chitarra
- James Smith - chitarra
- Grant Brandell - basso
- Christopher Dudley - tastiere